# Fermentacja alkoholowa

Schemat przedstawiający proces fermentacji alkoholowej

Fermentacja alkoholowa – rodzaj fermentacji, podczas której z węglowodanów pod wpływem enzymów wytwarzanych przez drożdże powstaje etanol i dwutlenek węgla:
{\displaystyle \mathrm {C_{6}H_{12}O_{6}\to 2C_{2}H_{5}OH+2CO_{2}} {\uparrow }.}
W wyniku tego procesu powstaje również szereg produktów ubocznych, między innymi: gliceryna, kwas bursztynowy i kwas octowy.
Produktami ubocznymi fermentacji są również wyższe alkohole i estry, które mają decydujący wpływ na bukiet smakowo-zapachowy produktu.
Do produkcji różnych napojów alkoholowych stosuje się odpowiednie szczepy drożdży, np. drożdże winiarskie lub drożdże piwowarskie, a w piekarnictwie drożdże piekarnicze. Fermentacja alkoholowa spowodowana rozwojem drożdży dzikich nosi nazwę fermentacji spontanicznej.

## Fermentacja alkoholowa jako proces biochemiczny
Fermentacja alkoholowa jako proces biochemiczny pozwala organizmom działającym w warunkach beztlenowych na regenerację NAD zużytego w procesie glikolizy. Produkt ostatniego etapu wspomnianej glikolizy – pirogronian jest w dwóch etapach redukowany do etanolu (alkoholu etylowego) przy jednoczesnym utlenieniu NADH powstałego w procesie glikolizy do NAD i wydzieleniu dwutlenku węgla. W pierwszym etapie pirogronian jest przekształcany w etanal (aldehyd octowy) oraz dwutlenek węgla za pomocą dekarboksylazy pirogronianowej. W drugim etapie etanal jest redukowany do etanolu (z jednoczesnym utlenieniem NADH do NAD) przez dehydrogenazę alkoholową (ADH).